# Estación de Quinto
Quinto es una estación ferroviaria situada en el municipio español de Quinto, en la provincia de Zaragoza, comunidad autónoma de Aragón. Las instalaciones disponen de servicios de viajeros de Media Distancia.

## Situación ferroviaria
La estación se encuentra en el punto kilométrico 384,4 de la línea férrea de ancho ibérico que une Miraflores con Tarragona, entre las estaciones de Pina de Ebro y de La Zaida-Sástago, a 153 metros de altitud. El tramo es de vía única y está electrificado.

## Historia
La estación fue inaugurada el 1 de diciembre de 1878 con la apertura del tramo Pina de Ebro-La Zaida de la línea férrea que unía Zaragoza con Val de Zafán por parte de una pequeña compañía fundada en 1869 que respondía al nombre de Ferrocarril de Zaragoza a Escatrón y Val de Zafan a las Minas de la cuenca minera de Gargallo-Utrillas. En 1881 la línea que también era conocida como el Ferrocarril del Mediterráneo fue adquirida por la compañía de los Directos de Barcelona a Zaragoza la cual fue absorbida por MZA en 1894 con el propósito de conectar en Zaragoza su línea desde Barcelona por Tarragona con la que venía de Madrid. Esta última gestionó la estación hasta que en 1941, la nacionalización del ferrocarril en España supuso la integración de MZA en la recién creada RENFE.
Desde el 31 de diciembre de 2004 Renfe Operadora explota la línea mientras que Adif es la titular de las instalaciones ferroviarias.

## Servicios ferroviarios

### Media Distancia
Renfe Operadora presta servicios de Media Distancia gracias a sus trenes Regional Exprés en los trayectos:
| Línea MD | Trenes          | Origen/Destino                     |  | Destino/Origen                |
| -------- | --------------- | ---------------------------------- |  | ----------------------------- |
| 34       | Regional Exprés | Zaragoza-Delicias Madrid-Chamartín |  | Barcelona-Estación de Francia |
| 34       | Regional        | Zaragoza-Delicias                  |  | Mora la Nueva                 |